# Геминейрин
Геминейрин (Hemineurin).
Является этандисульфонатом хлорметиазола, то есть 5-(2-хлорэтил) -4-метилтиазола этандисульфонат.
Синонимы: Геминеврин, Хеминеврин, Chlomethiazole, Chlormethiazole, Clometiazole, Clomiazine, Distraneurin, Distrapax, Hemineurine, Heminevrin, Somneurin, Somnevrin.

## Общая информация
По химической структуре может рассматриваться как часть молекулы тиамина (витамина В1), но витаминными свойствами не обладает, а оказывает седативное, снотворное и противосудорожное действие.
Применяют при нарушениях сна, эпилептическом статусе, эклампсии и предэклампсических состояниях, при состояниях острого возбуждения, а также для обезболивания родов. Является эффективным средством лечения абстинентного синдрома при алкоголизме.
Назначают внутрь и внутривенно. При приёме внутрь в виде капсул всасывается быстрее и действует активнее, чем при приёме в форме таблеток.
В качестве снотворного средства назначают по 2—4 капсулы (или таблетки) перед сном (или в два приёма), как седативное — по 1—2 капсулы (таблетки) в день (до еды).
При эпилептическом статусе и делирии вводят внутривенно 40—100 мл 0,8 % раствора в течение 3—5 мин или капельно по 60—150 капель в минуту по наступления сна, потом инфузию замедляют, поддерживая поверхностный сон. Всего в течение 6—12 ч вводят 500—1000 мл. Затем можно перейти на приём препарата внутрь.
При остром абстинентном синдроме назначают по 2—4 капсулы, а при необходимости через полчаса ещё 2 капсулы до наступления успокоения и сна.
Применяют также для облегчения абстинентного синдрома по 3 капсулы в день в течение 2 дней, затем по 2 капсулы в день ещё 3 дня и по 1 капсуле в день в течение 4 дней. Курс продолжается обычно 9 дней.
Для обезболивания родов дают 2—3 капсулы, при необходимости — ещё 2—3 капсулы через 3 ч. (всего не более 7 капсул).
При эклампсии вводят внутривенно 30—50 мл 0,8 % раствора — по 60 капель в минуту, после наступления сонливости дозу уменьшают до 15—10 капель в минуту.
При остром маниакальном возбуждении вводят 40—80 мл 0,8 % раствора.
Внутривенное введение геминейрина может вызвать местный флебит. Препарат внутривенно вводят медленно. Следует учитывать возможность угнетения дыхания, развития гипотензии и коллапса. При приёме внутрь возможны диспепсические явления.
У больных алкоголизмом геминейрин может вызвать явления психической зависимости. Поэтому препарат применяют не более 6—7 дней, назначают его в минимальных дозах, дающих терапевтический эффект
От передозировки этим веществом умер Кит Мун, барабанщик рок-группы The Who.

## Форма выпуска
- капсулы, содержащие по 192 мг хлорметиазола основания в арахисовом масле, что соответствует 500 мг геминейрина
- таблетки по 500 мг
- 0,8 % раствор во флаконах по 100 м, 500 мл